# Janō Tōryūmon
Janō Tōryūmon (雀皇登竜門) est un jeu vidéo de mah-jong sorti en 1993 sur Mega Drive. Le jeu a été développé par Game Arts et édité par Sega. Il est sorti uniquement au Japon.